# Фасс, Пола
Пола Фасс (Paula S. Fass; род. 22 мая 1947, Ганновер, Германия) — американский историк, специалист в области социальной и культурной истории.
Доктор философии (1974), эмерит-профессор Калифорнийского университета в Беркли, где преподавала несколько десятилетий, член Американского философского общества (2011).
Дочь переживших Холокост. С 1951 года в США, натурализовавшаяся гражданка (1960).
Окончила с отличием Барнард-колледж (бакалавр истории magna cum laude, 1967).
В Колумбийском университете получила степени магистра (1968) и доктора философии (1974) по американской истории.
Ныне именной профессор (Margaret Byrne Professor) истории Калифорнийского университета в Беркли (эмерит), где преподавала 36 лет. Также являлась заслуженным учёным Ратгерского университета.
Читала лекции в Германии, Польше, Чили, Франции, Турции и Израиле.
Гуггенхаймовский стипендиат (2006).
Почётный доктор (Швеция, 2008).
Шеф-редактор Encyclopedia of Children and Childhood in History and Society (2004).
Супруг — John E. Lesch (с 1980), также историк; двое детей.

## Книги
- The Damned and the Beautiful: American Youth in the 1920s (1977)
- Outside In: Minorities and the Transformation of American Education (1989)
- Kidnapped: Child Abduction in America (Oxford University Press, 1997)[7]
- Children of a New World: Society, Culture, and Globalization (2007)
- Inheriting the Holocaust: A Second Generation Memoir (2009)
- The End of American Childhood[англ.]: A History of Parenting from Life on the Frontier to the Managed Child (Princeton University Press, 2016)